# Détroit de Pandan
Le détroit de Pandan, en malais Selat Pandan, est un détroit de Singapour situé au sud de Pulau Ujong, l'île principale. Il sépare l'île artificielle de Jurong d'autres petites îles situées au sud. Il a une profondeur de seulement quinze mètres,. 
Le détroit fut touché par la marée noire du Natuna Sea en octobre 2000.